# Лео Перуц
Лео Перуц (нім. Leo Perutz, справжнє ім'я нім. Leopold Perutz; 2 листопада 1882, Прага — 25 серпня 1957, Бад-Ішль, земля Верхня Австрія) — єврейський австрійський письменник, визнаний майстер експресіонізму і «магічної» літератури, «фантастики жахів».

## Біографія

### Родина
Народився в єврейській нерелігійній родині, що переїхала в Богемію з Толедо в XVII столітті внаслідок гонінь на євреїв в Іспанії. Батько — комерсант, власник текстильної фабрики.В 1899 році (за іншим даними — в 1901) сім'я з Праги перебралася до Відня. Крім Лео в родині було ще троє молодших братів і сестер, брати Павло (* 1885) та Ганс (* 1892) і сестра Шарлотта (* 1888).

### 1888—1904:Шкільні та армійські часи
Перуц не був хорошим учнем. Гімназію Лео закінчив без атестата. До розчарування батьків, син не мав великої схильності до сімейного бізнесу, цілком захоплений діяльністю маловідомого літературного гуртка «Freilicht». Лео відслужив в армії як доброволець, необтяжлива служба проходила в Празі. Відслуживши, Перуц в 1904 році повернувся до Відня, де працював страховим агентом, одночасно як вільний слухач відвідуючи університет і Технічний інститут . У жовтні 1907 року Лео Перуц отримав посаду агента в страховому товаристві «Assicuracioni Generali» . Примітно, що в той же самий час в празькому філії того ж страхового товариства приступив до роботи Франц Кафка, з творчістю якого часто порівнюють твори Перуца. З 1908 по 1923 рік письменник працював страховим агентом в компанії Anker-Versicherung

### Початок творчості
Першою публікацією Перуца стала новела «Смерть месира Лоренцо Барді» (нім. Der Tod des Messer Lorenzo Bardi) у віденський «Zeit» в 1907 році, за якою послідували ще кілька оповідань до яких Перуц закликав друзів не ставитися серйозно і не вважати його поки письменником, який вийшов у світ у 1915 році. У цей час він працював над своїм першим романом «Третє ядро» (нім. Die dritte Kugel). Дія роману відбувається в Мексиці, в період завоювання іспанцями імперії ацтеків. Вже в першій книзі з'являються мотиви загибелі, близькості смерті, типові для всього його творчості. Публікація викликала ряд схвальних відгуків критиків.

## Життя та творчість

### Перша світова війна
У серпні 1915 року Перуц мобілізований на війну. Після важкого поранення легенів, отриманого на Східному фронті 4 червня 1916 року біля Хохонева, він був комісований в званні лейтенанта.
 Завдяки математичним здібностям Перуц потрапив у штаб військової преси у Відні, де працював дешифрувальником. Пізніше Перуц перейшов в розділ цензури. У штабі військової преси Перуц міг особисто познайомитися з такими видатними письменниками, як Райнер Марія Рільке, Гуго фон Гофмансталь, Роберт Музіль.

### Перший успіх
Після першого успіху Лео Перуц видав поспіль кілька романів, які користувалися успіхом. На початку 1920-х років він залишив роботу страхового агента, цілком віддавшись літературі. Особливо варто виділити романи «Маркіз де Болибар» (нім. Der Marques de Bolibar) і «Майстер страшного суду» (нім. Der Meister des Jüngsten Tages), що побачили світ у 1920 і 1923 роках відповідно. У цих романах відбилися характерні риси майстерності письменника.
Романи Перуца — це фантасмагорії, в яких химерно переплітаються окультні і побутові мотиви. Питання жанрової приналежності їх є дискусійним, так як в принципі кожен прояв надприродного в них піддається раціональному поясненню. Експресіонізм образотворчих засобів змушує письменника часто звертати пильну увагу на психічні патології, змушуючи задаватися питанням: а що саме з описаного реально. Дія його творів зазвичай відбувається в минулому або пов'язана з ним, майже завжди розгортається в світі алюзій, фантазії і містично-окультистських видінь, де моменти примарні і нереальні змінюються гумором та іронією. Та в його творах завжди присутня смерть, загибель. Сюжет романів типово супердетермінований: кінцевий результат відомий заздалегідь, неясний лише шлях до нього, який часто дається в тексті у вигляді двох різних суперечень, які викладаються не цілком надійними оповідачами.

### Складна вдача
Вдача письменника була складною і нетовариською, навіть брутальною. Лише він сам вибирав з ким зближуватися, при цьому відрізнявся уїдливістю і нелюбов'ю до снобізму, а також до своїх шанувальників. 
Свої твори він вважав не тими, що заслуговують серйозного наукового вивчення, не любив їх інтерпретації критиками, і за все життя не дав жодного інтерв'ю. Перуц не переносив, коли його зараховували до празької «фантастичної прози», що асоціюється з іменами Густава Майрінка і Пауля Бюссона. Займався колекціонуванням старовинної холодної зброї, був завзятим картярем і навіть випустив під псевдонімом допомогу до гри в бридж. Починаючи з роботи страховим агентом Перуц цікавився математикою, опублікував кілька робіт з страхової статистики у наукових журналах. За спогадами письменника Пауля Франка, відрізнявся консервативністю у поглядах і звичках: всі романи писав за допомогою сталевого пера і чорнильниці, не користуючись авторучками і друкарськими машинками, при цьому постійно їх переписував, прагнучи до граничної точності. Письменник був завсідником віденських письменницьких кафе, особливо «Херренхоф» і «Гринштайдль», де також зустрічався і спілкувався з відомими вченими і філософами того часу. У 1920-ті роки письменник деякий час симпатизував австрійськими соціал-демократам, але потім відійшов від них, а в 1930-х став монархістом-легітимістом.

### Театр та кінематограф
На творчість Лео Перуца звернув увагу кінематограф, був екранізований цілий ряд його робіт. Великим успіхом для Перуца стало підписання контракту з Metro-Goldwyn-Mayer на екранізацію роману «Стрибок у невідоме», хоча фільм так і не був знятий. У 1929 році Перуц випустив роман «Ех, яблучко, куди ж ти котишся?» (нім. Wohin rollst du, Äpfelchen…), спочатку розроблявся письменником як кіносценарій і розійшовся більш ніж двома мільйонами копій. Це історія помсти австрійського офіцера, який побував під час війни в Росії у таборі для військовополонених. Він не може забути знущань над ним з боку російського полковника. Герой роману переслідує полковника в Росії під час Громадянської війни, потім в Константинополі, куди тікає сам полковник, потім по всій Європі і, нарешті, наздоганяє його у Відні. Ця книга сильно вплинула на Бондіану Яна Флемінга, в листі Перуцу Ян писав: «На жаль, слово „геніальність“ давно впало в ціні і втратило свій початковий сенс, інакше я б назвав цю книгу „просто геніальною“».
У 1928 році, невдовзі після третіх пологів, від запалення легенів помирає дружина Лео Перуца, що стало для нього великим ударом. Ця втрата надовго занурила його у відчай, близький до душевного розладу, він захопився медіумізмом, намагаючись зв'язатися з нею, потім, намагаючись забутися, захоплювався іншими жінками. Однак Перуц знайшов у собі сили продовжити літературну творчість. Тридцяті роки відзначені дослідами Перуца з театральним мистецтвом: п'єса «Подорож до Братислави» (ньому. Die Reise nach Preßburg), написана спільно з Гансом Адлером, не мала, незважаючи на зоряний акторський склад, особливого успіху ні в Австрії (1930), ні на Бродвеї (1933), проте наступна кримінальна комедія «Завтра свято» (нім. Morgen ist Feiertag), поставлена вперше у 1935 році, стала комерційним успіхом.

### Вимушена еміграція
У 30-ті роки Перуц написав два романи: «Сніг святого Петра» (нім. ST. Petri-сніг), що вийшов в 1933 році, передбачив в белетристичній формі більш сучасні ідеї зв'язку масових релігійних психозів у середньовічній Європі з эрготизмом, а «Шведський вершник» (ньому. Шведський вершник), який побачив світ у 1936 році, виділявся своєю закільцьованою, як стрічка Мебіуса, композицією. Ці книги відразу по виходу в світ були заборонені у фашистській Німеччині (інша версія стверджує, що сам Перуц не входив в список заборонених авторів, однак видавничий дім порцеляни Жолнаї, який його видавав, вважався єврейським і не міг поширювати книг на території Німеччини; в Австрії та Угорщині романи залишилися практично непоміченими. Становище Перуца на батьківщині все більш ускладнювалося. 16 травня 1935 року Перуц вдруге одружився з дочкою заможного комерсанта Гретою Гамбургер. Після того як німецькі війська зайняли Австрію, Перуц з другою дружиною і двома дочками та сином від першого шлюбу виїхав за візою до Венеції, звідти в Хайфу, а пізніше — в Тель-Авів. Колекцію зброї конфіскували на кордоні Палестини, Перуцу доводиться знову вступити на службу в страхове агентство, але він продовжує колекціонувати, тепер місцеві археологічні раритети та поштові марки. У Тель-Авіві письменник вів дуже замкнутий спосіб життя, хоча і увійшов в палестинський ПЕН-клуб. Він зустрічався лише з обраними друзями, серед яких Арнольд Цвейг і Макс Брод. В його творчості настала криза, робота над новими творами гальмувалася. Його надії здобути собі літературне визнання в США виявилися марними, проте письменник несподівано став популярним в Південній Америці. Там були перекладені і видані багато романів Перуца, за мотивами книг знято декілька кінофільмів. Перуц домігся цього успіху завдяки популяризаторській діяльності Хорхе Луїса Борхеса. Останній, зокрема, домігся видання роману «Майстер Страшного суду» в популярній книжкової серії «Класики детектива» в 1946 році. Тим не менш, довоєнного успіху письменнику повторити так і не вдалося, та у 1949 році він написав пророчі слова: «Моє воскресіння через 40 років стане ще більш достовірним, якщо який-небудь історик літератури відкриє мене і заново підніме крик, що мої романи несправедливо забуті.» 

### Символічне повернення
Починаючи з 1947 року, Перуц кожне літо проводить у Європі, у 1950 році, після тривалої перерви, він отримав можливість відвідати Австрію. Після проголошення держави Ізраїль Перуц роздумував над еміграцією, так як не хотів жити в національній державі, вважаючи націоналізм і патріотизм причиною багатьох бід світу з початку 19 століття. У 1951 році Перуц завершив роботу над романом «Ночі під кам'яним мостом» (нім. Nachts unter der steinernen Brücke), який він почав писати ще в 1924 — це єдиний його роман з празьким корінням «фантастичної прози». У книзі, події якої відбуваються в Празі XVI століття, оживають всі найзагадковіші празькі персонажі описуваної епохи, що увійшли в міський фольклор — імператор Рудольф II, закоханий в дружину єврейського багатія Майзеля Естер, і астроном Іоганн Кеплер, і граф Валленштейн, і мудрий рабин Лев, і алхіміки зі Златої вулички. Роман був відкинутий давнім видавцем Перуца Zsolnay і опублікований у Франкфурті-на-Майні тільки в 1953 році, але не викликав особливого читацького інтересу.
У 1952 році письменник знову отримує австрійське громадянство. Останні роки життя Перуц присвятив роману «Юда Леонардо» (ньому. Der Judas des Leonardo, в російському перекладі — «Юда „Таємної вечері“»). Це невигадлива історія з життя Мілана початку XVI століття, без яких-небудь елементів містики або літератури жахів. Тема твору — моральний сенс мистецтва. Великий Леонардо да Вінчі шукає людину, з якого він міг би написати Юду для своєї знаменитої картини. І він знаходить такий прототип, а картина майстра стає для людини, що здійснила ганебний вчинок, навічно звинувачуючим актом. В липні 1957 року роман був закінчений. По його завершенні Лео Перуц, супроводжуваний дружиною, вирушив у велику подорож Європою. Вони відвідують Францію, Бельгію, нарешті, Австрію. Саме там, в курортному містечку Сент-Вольфганг 25 серпня 1957 року у Лео Перуца стався інфаркт. Увечері того ж дня він помер в єврейському госпіталі в Бад-Ішль і був похований на місцевому цвинтарі. Його останній роман «Юда Леонардо» був посмертно виданий у 1959 році.

## Визнання
Перуц належить до важливих європейських авторів міжвоєнного періоду. Його ім'ям названа літературна премія, яка вручається щорічно з 2010 року за найкращий німецькомовний кримінальний роман нового автора муніципалітетом Відня і Книготорговельною асоціацією Австрії. Перуц вплинув як на авангардну культуру французького «нового роману» (Ален Роб-Грійє), так і на масову культуру (Альфред Хічкок, Ян Флемінг). До Другої світової війни твори Лео Перуца були перекладені 21 мовою. Інтерес до його книжок був продиктований хвилею популярності пригодницької, фантастичної і гостросюжетної літератури.
У 1924 році в СРСР були переведені три його романи. Переклад належав перу кузена Осипа Мандельштама — Ісаї Мандельштаму. Відомо, що сам Перуц досить дошкульно критикував видавничу політику «країни робітників та селян», не вклавши ні копійки за публікації його творів. У зв'язку з цим, а також через антирадянську позицію Перуца, його книги надовго були недоступні радянському читачеві. На початку 1990-х років інтерес до Перуца виник знову, насамперед, завдяки самовідданій роботі уральського перекладача К. Бєлокурова, який переклав більшу частину спадщини письменника на російську мову.
У світі ж повернення Перуца почалося в 60-ті роки. Спочатку в романських країнах: у Франції у 1962 році Перуц посмертно був нагороджений премією «За ноктюрн», його високо оцінили Полан і Каюа. У 80-ті роки в колишній НДР твори Перуца виходили цілими серіями, а за романом «Ночі під кам'яним мостом» була написана композитором Цезарем Бресгеном (нім.)рос. опера «Празький ангел» (поставлена в Зальцбурзі в 1978 році, диригент Бернхард Конц). В англомовному світі відновився інтерес у 1980-х — 1990-х роках після публікації серії перекладів його романів видавництвом Harvill Press. У 1989 році режисер Міхаель Кельманн поставив у Відні фільм за романом Перуца «Майстер страшного суду». Фільми за творами Перуца знімали також аргентинський кінорежисер Луїс Саславский, Філ Ютци, Гай Медден, Петер Патцак, й інші режисери.

## Твори
Романи
- Третє ядро (1915)
- Диво мангового дерева (Das Mangobaumwunder, 1916, спільно з Паулем Франком)
- Стрибок у невідоме («Між дев'ятьма і дев'ятьма») (1918)
- Маркіз де Болибар (1920)
- Майстер Страшного суду (1922)
- Перукар Тюрлюпэн (1924)
- Ех, яблучко, куди ж ти котишся? (1928)
- Козак і соловей (Der Kosak und die Nachtigall, 1928, спільно з Паулем Франком; екранізація 1934)
- Сніг Святого Петра (1933)
- Шведський вершник (1936)
- Ночі під Кам'яним мостом (1952)
- Юда Леонардо (1959, посмертне видання з редакцією тексту)